# هال لا
هال لا (انگلیسی: Hal Law؛ ‏ ۲۱ فوریهٔ ۱۹۰۴ – ۱۴ نوامبر ۱۹۸۰) کارگردان فیلم، و فیلم‌نامه‌نویس اهل ایالات متحده آمریکا بود.
از فیلم‌هایی که وی در آن‌ها نقش داشته‌است، می‌توان به رومئوی رقصان اشاره نمود.